# Avermaat
Avermaat is een gehucht in de gemeente Zele, in de Belgische provincie Oost-Vlaanderen. Het gehucht ligt zo'n twee kilometer ten zuiden van het dorpscentrum van Zele, rond het kruispunt van de gelijknamige straat Avermaat en de Scheldestraat, die van het centrum van Zele naar de Schelde loopt. Het gehucht ligt in het landelijk zuidelijk deel van de gemeente, samen met de gehuchten Veldeken, Dijk , Meerskant, Kamershoek en Rijkenhoek.
Het gehucht heeft een eigen kerkje; achter die kerk bevindt zich een kleuter- en lagere school, "De Vlinderboom".

## Geschiedenis
De naam Avermaat zou verwijzen naar een "havermaailand". De Ferrariskaart uit de jaren 1770 toont hier het gehucht Avermaet. De Atlas der Buurtwegen uit 1841 geeft het gehucht weer als Havermaet. De Vandermaelenkaart (1846-1854) duidt het gehucht aan als Avermaet.
In 1955-1956 werd hier een kerkje gebouwd, gewijd aan Onze-Lieve-Vrouw, Koningin van de Wereld, als hulpkerk van de parochie van Zele.

## Bezienswaardigheden
- De Onze-Lieve-Vrouwekerk, toegewijd aan O.L.V. koningin der wereld, is een hulpkerk van de Sint-Ludgerus-parochie.
- De Onze-Lieve-Vrouw ter Noodkapel

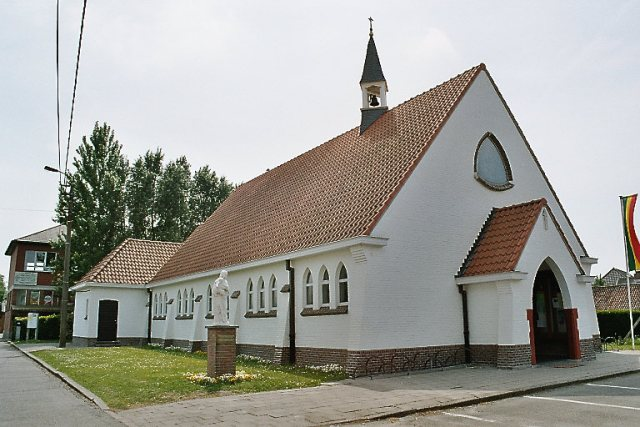
Onze-Lieve-Vrouwkerk
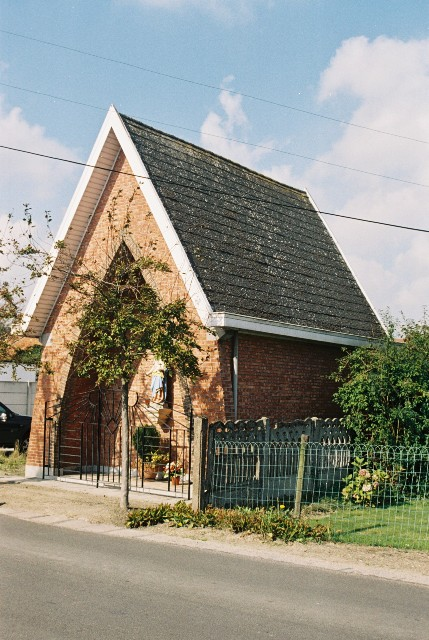
Onze-Lieve-Vrouw ter Noodkapel

## Als naamgever
Dit toponiem zou de oorsprong zijn van familienamen als Van Avermaet en Van Haevermaet.
Gehuchten en wijken: Avermaat · Bos · Dijk · Dries · Durmen · Elst · Hansevelde · Heikant · Hoek · Huivelde · Kamershoek · Kouter · Langevelde · Meerskant · Mespelaar · Rinkhout · Stokstraat · Veldeken · Wezepoel · Zandberg

Belgische gemeenten · Arrondissement Dendermonde · Oost-Vlaanderen · Vlaanderen